# (541112) 2018 RS14
(541112) 2018 RS14 es un asteroide perteneciente al cinturón de asteroides descubierto el 21 de mayo de 2006 por el equipo del Spacewatch desde el Observatorio Nacional de Kitt Peak, Arizona, Estados Unidos.

## Designación y nombre
Designado provisionalmente como 2018 RS14.

## Características orbitales
2018 RS14 está situado a una distancia media del Sol de 3,143 ua, pudiendo alejarse hasta 3,731 ua y acercarse hasta 2,556 ua. Su excentricidad es 0,186 y la inclinación orbital 17,80 grados. Emplea 2036,04 días en completar una órbita alrededor del Sol.

## Características físicas
La magnitud absoluta de 2018 RS14 es 16,1. 